# Friedrich Georg von Asch
El barón Friedrich Georg von Asch (en alemán), Fiódor Yúrievich Asch (en ruso: Фёдор Юрьевич Аш; Silesia, 1690-San Petersburgo, 1771 o 1773) fue un diplomático y funcionario de Correos del Imperio ruso, director de correos de San Petersburgo (1726-1764). Todas las cortes rusas de la época de las revoluciones de palacio usaron los servicios de este maestro de la censura postal.

## Biografía
Nació en Silesia en 1690. Desde 1706 o 1707 estuvo al servicio militar ruso, como secretario del porúchik general Rönne, en aquel entonces en la frontera silesia y polaca. Tomó parte en varias campañas y batallas, como la batalla de Poltava de 1709 y en la captura de Brăila en la campaña del Prut de 1711. En las campañas militares de Pedro I estuvo a cargo del correo militar. Varios de los relatos de Jacob von Staehlin sobre esta época de la vida de Pedro el Grande tienen como fuente a Asch.
Tras la muerte de Rönne, fue nombrado flügeladjutant del comandante de la caballería en Ucrania, el general Bauer, aunque poco después sería transferido a Mittau, donde residiría en la corte de la duquesa Ana Ioánovna. En 1719, el porúchik general Weisbach fue enviado a Viena con una misión secreta y el barón Shafírov, que conocía las habilidades de Asch para organizar la correspondencia secreta, le recomendó al general y obersthofmeister Piotr Bestúzhev-Riumin como un excelente oficial para ese tipo de correspondencia con Weisbach. Este conseguiría en Viena el acercamiento entre las dos cortes y persuadir al duque de Schleswig-Holstein, que visitaba la capital austriaca, de una alianza más estrecha con Rusia. Toda la correspondencia encriptada diplomática en estos asuntos fue llevada a cabo por Asch.
El zar Pedro apreció la contribución de Asch al desarrollo del ámbito postal. Además de una recompensa monetaria de mil rublos, el soberano le nombró en 1724 secretario de la oficina postal metropolitana. Tomó el cargo de director en 1726 y se encargó entre otras cosas de la distribución del único periódico en el momento en Rusia

Con el ascenso al trono de Ana Ioánovna, recibió numerosas tierras en Livonia y significativas sumas de dinero. Los 136.000 rublos que le transfirió la emperatriz fueron transferidos por Asch a un banco de Ámsterdam a nombre de una "persona desconocida" y nunca los usó.

Asch era imprescindible para la diiplomacia rusa, por muchos años cuidadosamente abrió las misivas de los diplomáticos extranjeros y de los personajes que tenían interés en el gobierno ruso. Por ejemplo, durante el asunto Lopujiná, le fue ordenado dar todas las cartas dirigidas a los acusados en el caso a la Cancillería Secreta. Asch conocía como abrir la correspondencia y tras estudiarla y copiarla, conseguía coserla y sellarla de nuevo con un sello falso, de modo que el destinatario no tuviera sospechas. Las actividades del cabinet noir son conocidas por los informes de Asch al director de los correos Bestúzhev:

Humildemente informo que no fallaré al copiar cartas originales y advertiré los errores en las cartas o los números que a veces se hallan. Una vez halla tomado una muestra, es posible abrir la misivas selladas sin dañar el sobre en una manera advertible

En julio de 1744 en ocasión de la conclusión de la paz con Suecia, se le otorgó el rango de coronel, y cinco años más tarde se le otorgó la posesión vitalicia de la muiža Jotynitsi, en el uyezd de Yámburg.

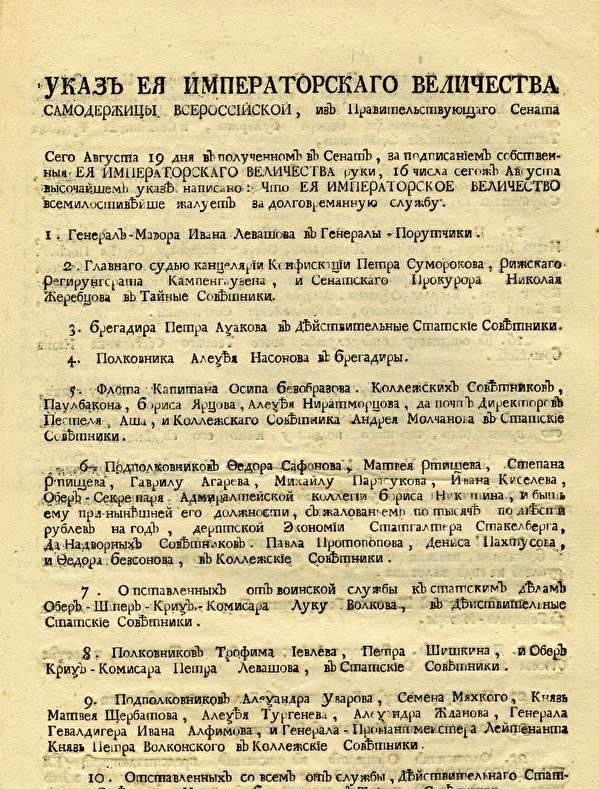
Ukaz de 1760 en el que se publica su nombramiento como consejero de Estado.

Catalina II, a principio de su reinado también apreció a Asch. La zarina le escribió cartas favorables y empatizaba con sus enfermedades en los ojos. En 1762, con el consentimiento de Catalina, Asch y su hijo fueron elevados por el emperador Francisco I a la dignidad de barón del Sacro Imperio Romano Germánico. Sin embargo, pronto el nuevo barón caería en desgracia. Catalina consideró que no tenía una actitud suficientemente respetuosa hacia ella y encargó una auditoría sobre el departamento de correos metropolitano. En 1764, Asch fue acusado de desvío de enormes cantidades de dienro del Estado y el 26 de abril fue despedido con la confiscación de sus propiedades. Murió en 1771 o 1773 en la pobreza.

### Familia
Asch tuvo tres hijas y cuatro hijos:
- Piotr Fiódorovich Asch, doctor en medicina y miembro del Colegio de Medicina del Estado en Moscú durante el reinado de Catalina II. Era conocida como un experto médico.[4]
- Iván Fiódorovich Asch (1726-1807[13]) fue famoso como un hábil diplomático. En 1749 entró en el servicio público y fue nombrado al puesto de júnker de colegio en el Colegio de Asuntos Exteriores. En 1754 fue enviado a la embajada rusa en Viena, ocupando un puesto en la corte imperial. En 1783, el hijo de Francisco I, el emperador José II, le otorgó un diploma y aprobó su escudo de armas con la dignidad de barón otorgada a su padre. Desde Viena, Asch fue trasladado a Polonia, donde hasta 1793 sería consejero del cargo de residente en la Mancomunidad, que él mismo ocuparía entre 1794 y 1795.
- Fiódor Fiódorovich (Friédrichovich) Asch (1728 - más tarde de 1808), brigadier del Ejército Imperial Ruso, conocido como uno de los propagadores del rumor de que Iván Ivánovich Shuválov era hijo de Ana Ioánovna y su favorito, el duque Ernst Johann von Biron, por lo que fue encarcelado en la fortaleza de Dunamunde y más tarde, como "demente", recluido en  el monasterio del Salvador y San Eutimio de Súzdal.[7]
- Grigori (Yégor) Fiódorovich Asch (Georg Thomas von Asch; 1729-1807), doctor en medicina.